# Litoria megalops
Espèce
Statut de conservation UICN

 DD  : Données insuffisantes
Litoria megalops est une espèce d'amphibiens de la famille des Pelodryadidae.

## Répartition
Cette espèce est endémique de Nouvelle-Guinée occidentale en Indonésie. Elle se rencontre dans la province de Papouasie vers 1 070 m d'altitude dans le haut du bassin de la rivière Wapoga.

## Publication originale
- Richards & Iskandar, 2006 : A new species of torrent-gwelling Frog (Hylidae, Litoria) from the mountains of New Guinea. Current Herpetology, vol. 25, no 2, p. 57-63.